# Тери Хачър
Тери Лин Хачър (на английски: Teri Lynn Hatcher) е американска киноактриса.

## Биография
Родена е на 8 декември 1964 г. в Пало Алто, Калифорния. Във вените ѝ тече ирландска, италианска, сирийска и индианска кръв. Бащата на Тери Оуен Хачър е ядрен физик. Майка ѝ Естър Хачър (Естер Бешур) е копмютърен програмист и е наполовина сирийка. Тери е единственото дете в семейството. Детството ѝ преминава в голямата ѝ привързаност към танците и риболова. Учила е в Mango Junior High (днес Средно училище Сънивейл), Fremont High School (Средно училище Фримънт) в Сънивейл и De Anza College (Де Анса колеж) в Купъртино, Калифорния. Била е главна мажоретка в гимназията. Завършва образованието си в Театралната консерватория в Сан Франциско.

## Семеен живот
През 1988 г. се омъжва за Маркъс Лийтоулд. Развежада се през 1989 г. През 1994 г. се омъжва за актьора Джон Тени, с когото живее до 2003 г. От брака си с Джон Тени има една дъщеря на име Емерсън Роуз.

## Любопитни факти и чудатости
Нейна снимка само по наметалото на Супермен е била най-сваляната от Интернет картинка през 90-те години на миналия век. По време на снимките на сериала „Отчаяни съпруги“ си счупва две ребра, докато снимали сцена, в която тя пада върху сватбена торта. Роговицата на дясното ѝ око пострадва от гръмнала електрическа крушка. Издала е автобиографичната книга „Препечена филия“.

## Частична филмография
- „Макгайвър“ (1986), сериал
- „Танго и Кеш“ (1989)
- „Мърфи Браун“ (1990), сериал
- „Лоис и Кларк: Новите приключения на Супермен“ (1993 – 1997), сериал
- „Винаги ще има утре“ (1997)
- „Деца шпиони“ (2001)
- „Двама мъже и половина“ (2004), сериал
- „Отчаяни съпруги“ (2004 – 2012), сериал
- „Джейк и пиратите от Невърленд“ (2013 – 2014), сериал, глас
- „Самолети: Спасителен отряд“ (2014), глас
- „Супергърл“ (2017), сериал